# Kanton Paján
Der Kanton Paján befindet sich in der Provinz Manabí im Westen von Ecuador. Er besitzt eine Fläche von 1088 km². Im Jahr 2022 lag die Einwohnerzahl bei rund 41.900. Verwaltungssitz des Kantons ist die Kleinstadt Paján mit 6977 Einwohnern (Stand 2010).

## Lage
Der Kanton Paján liegt im Südosten der Provinz Manabí. Er liegt 20 km von der Pazifikküste entfernt im Landesinneren jenseits der Cordillera Costanera. Der Hauptort Paján liegt am Fluss Río Paján, der den nördlichen und zentralen Teil des Kantons nach Osten zum Río Daule entwässert. Das restliche Kantonsgebiet gehört ebenfalls zum Einzugsgebiet des Río Daule. Die Fernstraße E482 (Manta–Guayaquil) führt durch den Kanton.
Der Kanton Paján grenzt im Osten an die Kantone Colimes und Pedro Carbo der Provinz Guayas, im Süden an den Kanton Santa Elena der Provinz Santa Elena, im Westen und im Nordwesten an den Kanton Jipijapa, im zentralen Norden an den Kanton 24 de Mayo sowie im äußersten Nordosten an den Kanton Olmedo.

## Verwaltungsgliederung
Der Kanton Paján ist in die Parroquia urbana („städtisches Kirchspiel“)
- Paján

und in die Parroquias rurales („ländliches Kirchspiel“)
- Alejo Lascano
- Campozano (La Palma de Paján)
- Cascol
- Guale

gegliedert.

## Geschichte
Der Kanton Paján wurde am 7. November 1951 eingerichtet.
Entwicklung der Einwohnerzahl im Kanton Paján bei landesweiten Volkszählungen zum jeweiligen Gebietsstand:
| Jahr                    | Einwohner | +/-     |
| ----------------------- | --------- | ------- |
| 1962                    | 36.197    | –       |
| 1974                    | 45.222    | 24,9 %  |
| 1982                    | 41.521    | −8,2 %  |
| 1990                    | 42.446    | 2,2 %   |
| 2001                    | 35.952    | −15,3 % |
| 2010                    | 37.073    | 3,1 %   |
| 2022                    | 41.879    | 13 %    |
| Datenherkunft: Wikidata |           |         |